# M/B Tijat
M/B Tijat je klasični putnički brod za lokalne linije. Bio je u sastavu flote hrvatskog brodara Jadrolinije od izgradnje do 2023. godine. Izgrađen je 1955. u brodogradilištu Brodograđevna industrija Split. Do 1991. plovio je pod imenom Ohrid nakon čega je preimenovan u Hrid. Sadašnje ime dobio je 1997. godine po nenaseljenom otoku Tijatu u šibenskom arhipelagu.
Vlasnik broda je Šibensko-kninska županija.
Kapaciteta je 300 putnika, a trenutno je na vezu u Šibeniku.